# 반곡재
반곡재(盤谷齋)는 경상북도 고령군 쌍림면에, 역사적인 인물인 안동장군 이미숭(李美崇, 1346~?)을 기리기 위해 1946년에 건립한 재사이다. 2019년 10월 7일 고령군의 향토문화유산 제12호로 지정되었다.

## 지정 사유
반곡재는 역사적인 인물인 안동장군 이미숭(李美崇, 1346~?)을 기리기 위해 1946년에 건립한 재사이다. 이미숭은 포은 정몽주의 문인으로 고려 말 북쪽의 오랑캐와 남쪽의 왜구를 물리치는데 많은 전공을 세워 안동장군에 올랐다. 이성계가 조선을 건국하자 미숭산을 근거지로 삼아 항거하였으나 뜻을 이루지 못하고 순절하였다고 한다.
정면 3칸, 측면 1.5칸의 전퇴 건물로, 2칸 온돌방과 1칸 마루로 구성되어 있다. 마루 위쪽으로 충량에 외기를 내어 측면을 전통적으로 가구하고 마루 뒤쪽으로 영정을 모신 벽감을 설치한 부분이 주목된다. 건물 양식은 근대기 모습이나 우측 마루의 배면에 영정을 모시기 위해 마련한 공간이 특이하며, 보존상태가 양호하여 향토문화유산으로 지정한다.

## 같이 보기
- 이미숭
- 합천 미숭산성 - 경상남도 기념물 제67호